# 레이몬드 버그하트

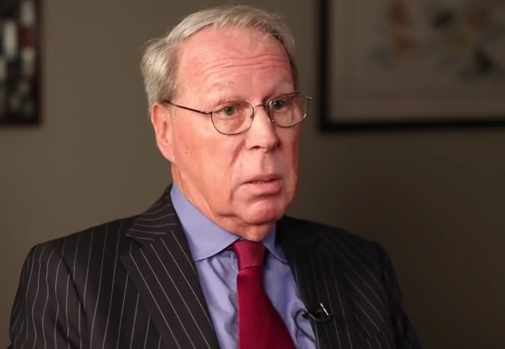
레이몬드 버그하트

레이몬드 버그하트(Raymond Burghardt, 1945년 5월 27일 ~ )는 미국 뉴욕에서 태어난 미국 외교관이다. 영어, 중국어, 스페인어, 베트남어, 프랑스어에 능통하다.

## 생애
레이몬드 버그하트는 1967년 컬럼비아 대학교를 졸업했다. 1969년에 미국 국무부에 입부를 하고 온두라스, 과테말라, 중국, 홍콩, 베트남 등지에서 외교관을 역임하였다. 1990년 주한 미국 대사관 부대사를 역임했다. 1993년에는 주필리핀 미국 대사관 부대사, 1997년에는 주상하이 미국 총영사를 역임하였다. 1999년부터 2001년까지 미국재대만협회 타이베이사무소 소장을 역임하였다. 2001년 이임 당시에 중화민국 총통 천수이볜으로부터 대수경성훈장(大綬景星勳章)을 수여받았다. 2004년에 외교관 직위에서 은퇴를 하고 하와이 동서문화센터 동서포럼 주임을 맡고있다. 2006년부터 2016년까지 미국재대만협회 회장을 맡았다.

## 같이 보기
- 미국 국무부